# Czudowice
Czudowice – wieś w Polsce położona w województwie podkarpackim, w powiecie jarosławskim, w gminie Roźwienica.
W latach 1975–1998 miejscowość administracyjnie należała do województwa przemyskiego.

## Historia
Czudowice wzmiankowane w XV w. należały wówczas w połowie do braci Dymitra, Chleba i Andrzeja z Boratyna, a w drugiej połowie do Jana z Pruchnika. W 1890 r. właścicielem dóbr tabularnych (gruntów szlacheckich) w Czudowicach był hrabia Włodzimierz Dzieduszycki.
Według spisu powszechnego ludności przeprowadzonego 30 września 1921 r. liczba ludności Czudowic wynosiła 419 osób z czego 179 było wyznania rzymskokatolickiego a 240 było wyznania greckokatolickiego.
Według danych z 31 grudnia 2017 roku gminę wówczas zamieszkiwało 238 osób. W tym było 51,3% (122) kobiet oraz 48,7% (116) mężczyzn.